# اسامپشن (ایلینوی)
اسامپشن، ایلینوی (به انگلیسی: Assumption, Illinois) یک شهر در ایالات متحده آمریکا با جمعیت ۱٬۱۶۸ نفر است که در ایلی‌نوی واقع شده‌است.

## موقعیت جغرافیایی
موقعیت جغرافیایی شهرها و مناطق اطراف به شرح زیر است: